# ۸ دلو
۸ دلو یک ستاره است که در صورت فلکی دلو قرار دارد.